# 강성룡
강성룡는 대한민국의 영화 감독이다.

## 영화
- 2010년 텐트안에서 - 감독, 각본, 촬영, 편집
- 2010년 엄지 아빠 - 감독, 각본, 제작, 음향, 시각효과, 편집
- 2006년 흡혈형사 나도열 - 각본, 원안